# بانکر هیل (ایلینوی)
بانکر هیل، ایلینوی (به انگلیسی: Bunker Hill, Illinois) یک شهر در ایالات متحده آمریکا با جمعیت ۱٬۸۰۱ نفر است که در ایلی‌نوی واقع شده‌است.

## موقعیت جغرافیایی
موقعیت جغرافیایی شهرها و مناطق اطراف به شرح زیر است: